# 신후재 초상
신후재 초상(申厚載 肖像)은 조선 초기의 문신 신후재를 그린 초상화이다.
충청북도 유형문화재 제154호로 음성군 감곡면 오궁리에 있다. 신후재의 후손이 관리하는 규정영당에 보관되어 있다.
영정은 좌안 8분면의 정장 관복을 입고 의장에 앉은 전신상이다. 복식은 숙종연간의 제식을 그대로 반영하고 있다. 그런데, 조선시대의 일반적인 초상화와 달리 이 영정에서는 공수(拱手)를 취하지 않고 양손에 홀(笏)을 받들었고, 긴 손톱의 형용 단령위에 각대를 나타내지 않았으며, 의자와 족좌대가 겹쳐진 부위가 불합리한 형태로 표현되어 있다. 이 초상화는 후손가에 전해오는 바대로 청나라에 다녀왔을 때의 것으로 추정되어 초상화사 연구에 주목할 만한 자료이다.
신후재(1636년 ~ 1699년)는 조선 초기의 문신으로 본관은 평산, 호는 규정이다. 현종 원년(1660년) 식년문과에 급제한 후 벼슬길에 올라 강원도 관찰사 등을 지냈으나, 경신 대출척으로 사직되었다가 기사환국(1689년)으로 남인이 집권하자 우승지, 도승지 등을 역임하였다. 사은사 겸 진주 주청부사로 청나라에 다녀왔다.

## 개요
조선 후기의 문신이었던 신후재(1636∼1699) 선생의 초상화이다.
신후재는 현종 원년(1660) 문과에 급제하여 강원도관찰사 등을 지냈으며, 갑술옥사(1694)에 얽혀 옥살이를 한 후에는 학문에만 전념하였다.
초상화는 관복을 의젓하게 차려입고, 홀(笏:신하가 허리띠에 차고 다니는 패)을 두 손으로 받쳐든 채,의자에 앉아 있는 전신상이다. 관복의 차림새가 숙종 대의 양식으로 보이나 초상화 양식이 당시의 기법과 차이를 보이고 있다. 즉, 두 손을 모아 관복의 소매 안에 넣지 않고 홀을 받들어 쥔 점, 손톱을 두드러지게 그린 점, 의복 위로 허리띠를 그리지 않은 점, 의자와 발받침대가 겹쳐진 부위의 어색한 표현 등이 그러하다.
이처럼 독특한 표현양식으로 보아, 선생이 사은사로 청나라에 다녀올 때에 가지고 온 것으로 추정된다. 초상화의 연구에도 좋은 자료가 되고 있다.

## 같이 보기
- 신후재

## 참고 자료
- 신후재 초상 - 국가유산청 국가유산포털